# جونسون جاي هايز
جونسون جاي هايز (بالإنجليزية: Johnson Jay Hayes)‏ هو قاضي ومحامي أمريكي، ولد في 23 يناير 1886 في Purlear, North Carolina ‏ في الولايات المتحدة، وتوفي في 22 أكتوبر 1970.